# Apanteles quadratus
Apanteles quadratus är en stekelart som beskrevs av Anjum och Malik 1978. Apanteles quadratus ingår i släktet Apanteles och familjen bracksteklar. Inga underarter finns listade i Catalogue of Life.